# DécaNation
DécaNation – drużynowy wielomecz lekkoatletyczny organizowany corocznie od 2005 roku przez Francuską Federację Lekkoatletyki. Zawody sponsorowane są przez SEAT. Pierwsze pięć edycji DécaNations odbyło się na stadionie Charléty w Paryżu. Program meczu zawsze zawiera 20 konkurencji, ale ich dobór jest zmieniany. Punktacja: 1 miejsce – 8 pkt, 2. – 6…, 7. – 1 pkt, 8 miejsce – 0 pkt.

## Konkurencje lekkoatletyczne
- bieg na 100 metrów
- bieg na 400 metrów
- bieg na 100 metrów przez płotki / bieg na 110 metrów przez płotki
- bieg na 1500 metrów
- skok w dal
- skok wzwyż
- skok o tyczce
- pchnięcie kulą
- rzut dyskiem
- rzut oszczepem

W 2006 konkurencję rzut dyskiem zastąpiono biegiem na 800 metrów, a rzut oszczepem zastąpiono rzut młotem, którą wygrał Szymon Ziółkowski (mężczyźni), a wśród kobiet Niemka Betty Heidler.
Od 2009 roku zamiennie rozgrywano konkurencje 3000 m z przeszkodami w ramach dziesięcioboju lekkoatletycznego (mężczyzn oraz kobiet). W edycji DécaNation 2016 włączono konkurencję bieg na 2000 metrów oraz bieg na 400 metrów przez płotki.

## Edycje
| #  | Edycja          | Data             | Miasto   | Stadion                  | Zwycięzca |
| -- | --------------- | ---------------- | -------- | ------------------------ | --------- |
| 1  | DécaNation 2005 | 3 września 2005  | Paryż    | Stade Sébastien Charléty | Rosja     |
| 2  | DécaNation 2006 | 26 sierpnia 2006 | Paryż    | Stade Sébastien Charléty | USA       |
| 3  | DécaNation 2007 | 8 września 2007  | Paryż    | Stade Sébastien Charléty | Francja   |
| 4  | DécaNation 2008 | 6 września 2008  | Paryż    | Stade Sébastien Charléty | USA       |
| 5  | DécaNation 2009 | 9 września 2009  | Paryż    | Stade Sébastien Charléty | USA       |
| 6  | DécaNation 2010 | 11 września 2010 | Annecy   | Parc des Sports          | USA       |
| 7  | DécaNation 2011 | 18 września 2011 | Nicea    | Stade Charles-Ehrmann    | USA       |
| 8  | DécaNation 2012 | 15 sierpnia 2012 | Albi     | Stadium municipal        | USA       |
| 9  | DécaNation 2013 | 31 sierpnia 2013 | Valence  | Stade Georges-Pompidou   | USA       |
| 10 | DécaNation 2014 | 30 sierpnia 2014 | Angers   | Stade du Lac de Maine    | USA       |
| 11 | DécaNation 2015 | 13 września 2015 | Paryż    | Stade Sébastien Charléty | USA       |
| 12 | DécaNation 2016 | 13 września 2016 | Marsylia | Stade Pierre-Delort      | Francja   |
| 13 | DécaNation 2017 | 9 września 2017  | Angers   | Stade du Lac de Maine    | USA       |

## Udział Polski w edycjach DécaNationu

### Zespołowo
- 3. miejsce – 2005, 2006, 2017

### Indywidualnie
Zwycięstwa odniesione przez polskich zawodników w poszczególnych edycjach DécaNationu, w ramach rozgrywanych konkurencji;
- DécaNation 2005 (3x) – Tomasz Majewski (pchnięcie kulą), Marzena Wysocka (rzut dyskiem) oraz Barbara Madejczyk (rzut oszczepem).
- DécaNation 2006 (2x) – Mirosław Formela (bieg na 1500 m) oraz Szymon Ziółkowski (rzut młotem).
- DécaNation 2017 (3x) – Marcin Krukowski (rzut oszczepem), Sofia Ennaoui (bieg na 800 m) oraz Malwina Kopron (rzut młotem).